# Lemberg (Moselle)

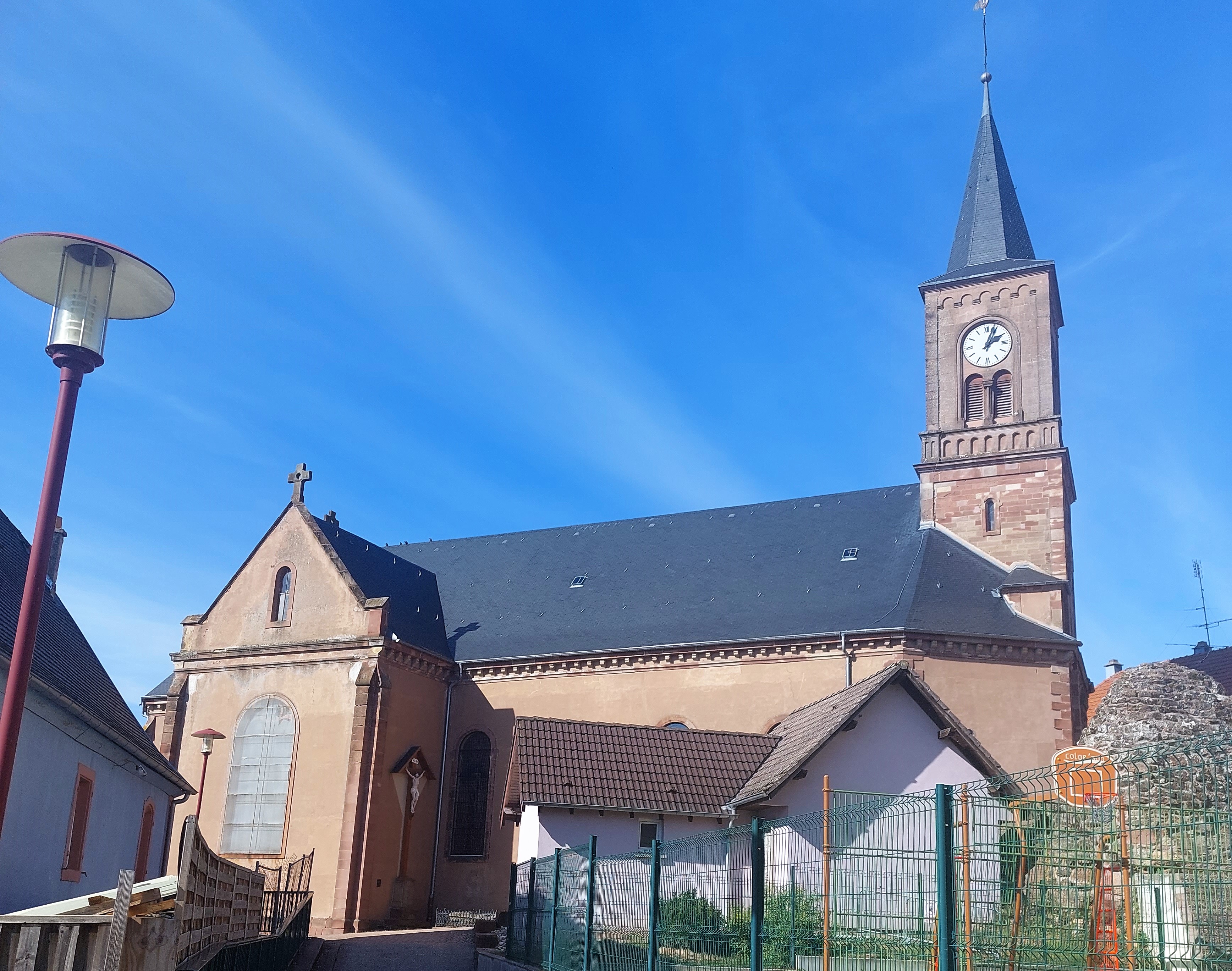
Mauritiuskirche

Lemberg ist eine französische Gemeinde mit 1427 Einwohnern (Stand 1. Januar 2022) im Département Moselle in der Region Grand Est (bis 2015 Lothringen). Sie gehört zum Arrondissement Sarreguemines und zum Kanton Bitche.

## Geographie
Lemberg liegt im Biosphärenreservat Pfälzerwald-Vosges du Nord im Bitscher Ländchen (frz.: Pays de Bitche), sechseinhalb Kilometer südlich von Bitsch auf einem Hochplateau, von dem zu allen Seiten Bäche abfließen, die sich zum Teil enge Täler in den Sandstein gegraben haben. Nur auf der Hochebene im Westen nach Enchenberg zu ist ein Streifen offenen Landes, während ansonsten die Umgebung dicht bewaldet ist.
Wichtigste von Lemberg ausgehende Gewässer sind im Westen die Schwalb und der im östlich gelegenen Bildmühltal entspringende  Moderbach, ein Quellbach der Nördlichen Zinsel. Vielfach sind die Bäche rund um Lemberg zu Teichen aufgestaut.

## Geschichte
In Urkunden wird der Ort benannt als Villa Leymberg (1312), Leimberg (1544), Lembourg, Lamberg (1572), Schemberg (1594)  und Lemberg (1771). Die Ortschaft gehörte früher zum Herzogtum Lothringen und war 1312 vom Grafen Eberhard von Zweibrücken an die Abtei Stürzelbronn geschenkt worden.
Älteste Siedlungsspuren auf der Gemarkung des Orts stammen aus der Jungsteinzeit. Auch aus der gallo-römischen Epoche sind einige archäologische Zeugnisse erhalten.
Auf dem Schlossberg hatte sich ehemals ein Schloss befunden, das unter dem Namen Altbitsch Sitz der Herrschaft Lemberg gewesen war und nacheinander den Grafen von Zweibrücken, den Herren von Bitsch, den Herzögen von Lothringen und seit 1606 den Grafen von Hanau-Lichtenberg gehört hatte; urkundlich werden Schloss und Herrschaft schon seit 1269 erwähnt. Die Herrschaft Lichtenberg kam  anschließend an das Haus Hessen-Darmstadt. Im 18. Jahrhundert bildete die Herrschaft noch ein eigenes Amt,
dem 28 Dörfer und fünfzehn Höfe angehörten, darunter auch Pirmasens.
Lemberg wuchs aus den beiden Siedlungskernen Unteres Dorf und Hohe First auf dem Schlossberg zusammen. Zu Lemberg gehörte ehemals auch die Annexe Münzthal, heute ein Industrieort mit namhafter Kristallfabrikation. 
Lemberg war von 1792 bis 1802 kurzzeitig Hauptort eines Kantons und ist seither dem Kanton Bitche zugeordnet.

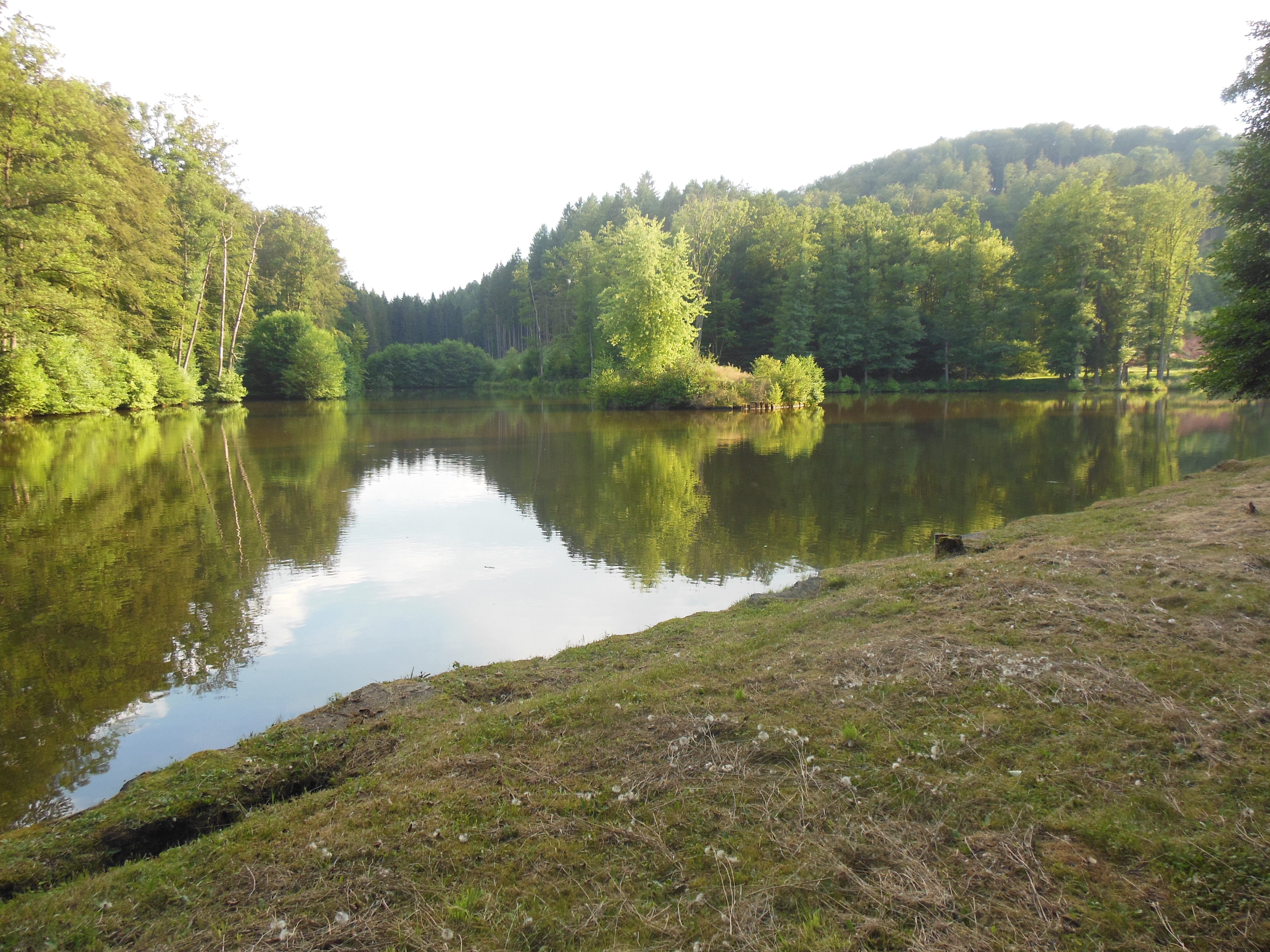
Weiher am Löchersbach nördlich des Schlossbergs
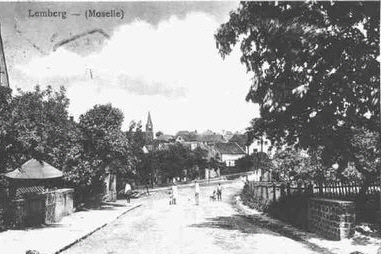
Bildpostkarte aus den 20er Jahren des 20. Jahrhunderts
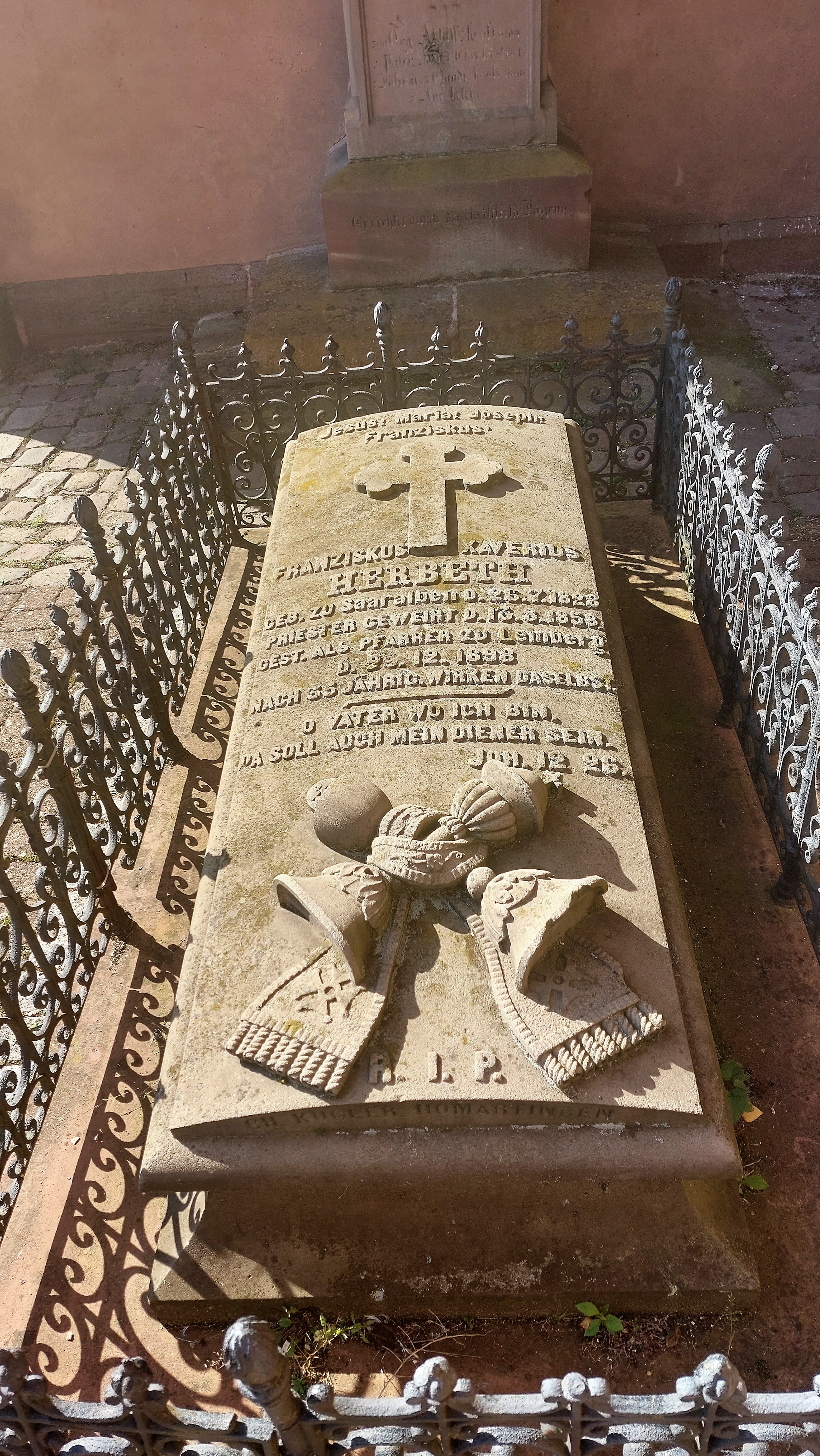
Sarkophag in der Mauritiuskirche

Durch den Frankfurter Frieden vom 10. Mai 1871 kam die Region an das deutsche Reichsland Elsaß-Lothringen, und das Dorf wurde dem Kreis Saargemünd im Bezirk Lothringen zugeordnet. Am Ort gab es zwei Mühlen, eine Glasschleiferei und eine Eisenbahnstation. Nach dem Ersten Weltkrieg musste die Region aufgrund der Bestimmungen des Versailler Vertrags 1919 an Frankreich abgetreten werden und wurde Teil des Département Moselle.
Im Zweiten Weltkrieg war die Region von der deutschen Wehrmacht besetzt. Gegen Kriegsende, infolge der erfolglosen Operation Nordwind, war Lemberg besonders von Dezember 1944 bis zum 15. April 1945 Schauplatz schwerer Kämpfe und Bombardierungen, die den Ort weitgehend zerstörten und viele Opfer forderten.

### Bevölkerungsentwicklung
| Jahr      | 1962 | 1968 | 1975 | 1982 | 1990 | 1999 | 2007 | 2019 |
| Einwohner | 1608 | 1657 | 1608 | 1544 | 1596 | 1464 | 1533 | 1432 |

## Partnergemeinde
Seit 1961 unterhält die lothringische Gemeinde Lemberg eine Partnerschaft mit der pfälzischen Gemeinde Lemberg.

## Kultur und Sehenswürdigkeiten
- Die wichtigsten vor- und frühgeschichtlichen Stätten können auf einem archäologischen Rundweg erkundet werden.
- Die Darstellungen auf dem Dreibilderfelsen im Bildmühltal werden auf das 5. Jahrhundert datiert.
- Kreuzweg von 1875.
- Bei manchen Glashandwerkern besteht die Möglichkeit zur Werkstattbesichtigung.

## Freizeit und Tourismus
Lemberg im Biosphärenreservat Pfälzerwald/Nordvogesen ist ein idealer Wanderstützpunkt. Der Vogesenklub (Club Vosgien) unterhält zahlreiche Wegemarkierungen und auch seit 1968 eine Berghütte unterhalb der Cascades des Odines. Außerdem sind in Lemberg Unterkünfte und Restaurants vorhanden.

## Wirtschaft und Verkehr
Aus der Glasmacherei entwickelte sich im Süden des Bitscher Ländchens Ende des 19. Jahrhunderts ein breites Spektrum von Betrieben der Kristallglasherstellung und -bearbeitung, deren Produkte auch auf den Märkten in weitem Umkreis durch Reisende und Marktbeschicker vertrieben wurden. Zentrum war Münzthal (frz.: Saint-Louis-lès-Bitche), wo auch heute noch eine renommierte Kristallglasfabrikation besteht. Zu Beginn des 20. Jahrhunderts partizipierte auch Lemberg an dieser Entwicklung und hatte eine bedeutende Glasindustrie. Davon sind heute noch einige Betriebe geblieben, die das Glas handwerklich bearbeiten.
Der auf einer Höhe von etwa 400 m gelegene Bahnhof von Lemberg an der Bahnstrecke Haguenau–Falck-Hargarten ist der höchstgelegene im Département Moselle. Lemberg befindet sich an der Kreuzung der Départementsstraßen D 37 und D 36.

## Persönlichkeiten
- Louis Pinck (1873–1940), katholischer Priester, Lothringer Volkskundler und Volksliedsammler
- Angelika Merkelbach-Pinck (1885–1972), Schwester von Louis Pinck, lothringische Volkskundlerin, mit Joseph Müller-Blattau Herausgeberin des fünften Bandes der „Verklingenden Weisen“